# Ryan Casciaro
Ryan Casciaro (11 de maio de 1984) é um futebolista gibraltino que atua como zagueiro ou volante.
Iniciou sua carreira em 2006, no Lincoln Red Imps, clube que defende até hoje. Pela Seleção de Gibraltar, estreou em 2013, contra a Eslováquia, na primeira partida oficial do território localizado ao sul da Espanha desde sua filiação à UEFA. É um dos jogadores com mais participações pelo selecionado, com 12 partidas.
Seus irmãos, Kyle e Lee, também defendem a Seleção Gibraltina e o Lincoln Red Imps. Durante o período em que não joga, trabalha como policial, mesma profissão exercida por Lee Casciaro.

## Links
- Ryan Casciaro em National-Football-Teams.com